# Guerre de Succession de Bretagne
Pour les articles homonymes, voir Guerre de Succession.
Guerre de Cent Ans
Batailles
La guerre de Succession de Bretagne ou guerre des deux Jeanne, qui dura de 1341 à 1364, est l'une des guerres secondaires qui ont eu lieu au cours de la guerre de Cent Ans.
Elle se déclenche en 1341 à la mort du duc Jean III de Bretagne. Jeanne de Penthièvre et Jean de Montfort, deux prétendants au duché se disputent l'héritage et impliquent leurs conjoints respectifs Charles de Blois et Jeanne de Flandre dans le différend. Mais la France et l'Angleterre sont en conflit depuis 1337 et Édouard III s'est proclamé roi de France. Ainsi Jean de Montfort lui prête l'hommage lige alors que Charles de Blois le fait pour son cousin Philippe VI de France.
Les Français capturent Jean de Montfort et installent Charles de Blois en 1341, mais Édouard III débarque à Brest en 1342. Alors que Jean de Montfort est incarcéré et que Jeanne de Flandre sombre dans la folie, une trêve est conclue en 1343.
Un statu quo, où les coups de main sans avenir se succèdent, dure jusqu'à la défaite des Français à Auray en 1364. Cette victoire des troupes anglaises et du parti pro-anglais permet de conclure en 1365, le premier traité de Guérande qui établit Jean IV comme héritier légitime. Ce dernier signe alors un traité d'alliance avec l'Angleterre.

## Prémices

### Le problème successoral

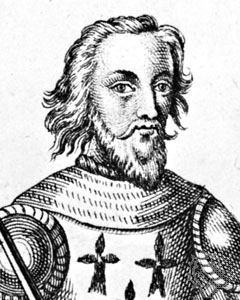
Charles de Blois
(portrait imaginaire).

Le 30 avril 1341, le duc Jean III de Bretagne meurt sans descendance malgré trois mariages, avec Isabelle de Valois, Isabelle de Castille et Jeanne de Savoie, et sans avoir désigné son successeur.
Les prétendants sont, d'une part Jeanne de Penthièvre, fille de Guy de Penthièvre, lui-même frère du duc Jean III, mariée depuis 1337 à Charles de Blois, parent du roi de France, et, d'autre part, Jean de Montfort, comte de Montfort-l'Amaury, demi-frère du défunt duc, fils du second mariage d'Arthur II de Bretagne avec Yolande de Dreux, comtesse de Montfort-l'Amaury.
Jean III aurait préféré sa nièce Jeanne de Penthièvre à sa succession, plutôt que son demi-frère Jean de Montfort, car il était en conflit avec  sa belle-mère, Yolande de Dreux. Toutefois il meurt sans avoir désigné son successeur.

### Les alliances
Par sa naissance, Charles de Blois est le neveu du nouveau roi Philippe VI de Valois, choisi pour roi aux dépens des prétentions d'Édouard III d'Angleterre. Par mariage, et selon le droit de représentation propre au droit breton, Charles de Blois hérite des prétentions de la maison de Penthièvre sur le duché de Bretagne. En effet, Jeanne de Penthièvre s'estime héritière des droits de son défunt père Guy de Penthièvre, frère de feu du duc Jean III de Bretagne.
En réaction, Édouard III se rapproche de Jean de Montfort qui sait avoir peu à attendre du roi de France, car il s'est proclamé en mai duc de Bretagne en prenant la ville de Nantes, ancien bastion de Jean III. Il ne faut pas oublier qu'Édouard III est un descendant des Plantagenêt, lesquels dominaient l'extrême-ouest de la France, formant alors l'empire Plantagenêt. En juillet 1341, cette alliance est scellée, cependant sans qu'un hommage ne soit rendu au roi Édouard. Elle sera réaffirmée le 20 mai 1345 par la reconnaissance d'Édouard III comme suzerain, avec cette fois un hommage lige. En récompense, l'alliance sera assortie du comté de Richemont, fief anglais entrant alors dans le patrimoine des ducs de Bretagne.

### Le jugement parisien
Les concurrents se présentent tous deux à Paris pour recevoir l'arbitrage du roi Philippe VI. Jean de Monfort plaida le fait que depuis 1297, la Bretagne était un duché-pairie. La Bretagne se devait donc d'exercer le droit français sur son sol, ce qui permettait à Jean de Monfort d'accéder à la tête du duché. Jeanne de Penthièvre, elle, plaida sa propre cause, au nom du droit de représentation breton. La situation est donc plus que paradoxale : 
- Charles de Blois, pro-français, fonde sa légitimité sur le fait qu'il est marié à la descendante la plus proche, ce qui est propre au droit breton.
- Jean de Montfort, « breton », s'appuie sur la loi salique, mise en avant par le roi de France dans son conflit avec le roi d'Angleterre et devant donc faire jurisprudence dans le royaume.

### La chevauchée fantastique de Jean de Montfort

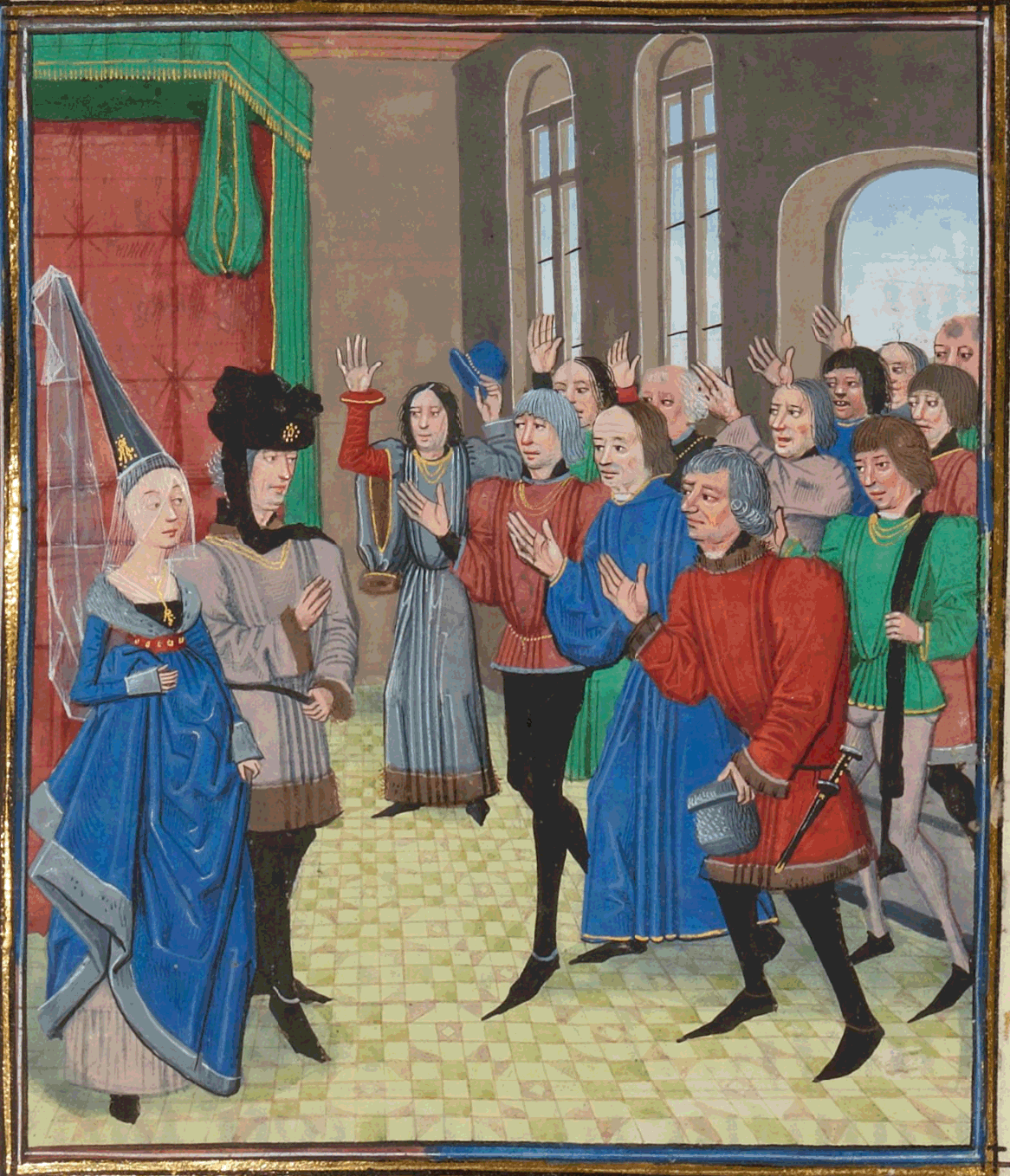
Les Nantais rendent hommage à Jean de Montfort.

En mai 1341, sentant que le verdict serait en faveur de Charles de Blois, proche parent du roi, Jean de Montfort, poussé par sa femme Jeanne de Flandre, prend les devants : il s’installe à Nantes, la capitale du duché, et s’empare du trésor ducal à Limoges, ville dont Jean III de Bretagne avait été le vicomte. Il convoque les grands vassaux bretons pour se faire reconnaître comme duc, mais la majorité ne vient pas (beaucoup d’entre eux ont aussi des possessions en France qu’ils risqueraient de voir confisquer s’ils s’opposaient au roi).
Dans les mois qui suivent (juin-juillet), il effectue une grande chevauchée dans son duché pour s'assurer le contrôle des places fortes (Rennes, Malestroit, Vannes, Pontivy, Hennebont, Quimperlé, La Roche-Piriou, Quimper, Brest, Saint-Brieuc, Dinan et Mauron) avant de rentrer à Nantes. Il parvient à prendre le contrôle d'une vingtaine de places.
Enfin il se serait rendu en Angleterre, où Édouard III lui aurait promis une aide militaire et l'aurait reconnu comte de Richmond, avant de rentrer fin août à Paris pour une entrevue avec Philippe VI.
Cette « chevauchée fantastique », contée par le chroniqueur flamand Jean Lebel et reprise par Froissart, ne résiste pas à l'épreuve des faits : durant ces quelques semaines, Jean de Montfort est resté en région parisienne avec ses conseillers juridiques pour élaborer ses arguments devant le conseil du roi.

### La condamnation française
Jean de Montfort se présente en septembre à Paris devant la cour des pairs mandatée par le roi de France. Ses contacts récents avec l'Angleterre lui sont reprochés ainsi que sa tentative de forcer la main au roi. Jean de Montfort, s'entourant néanmoins de juristes français, demande l'arbitrage du Conseil des pairs du Royaume. Péchant par excès de zèle, il plaide donc à l'encontre du droit breton par mimétisme à la récente succession du trône de France. Sa défense est de piètre qualité, les avocats parisiens de Montfort n'ayant qu'une vague connaissance de la coutume de Bretagne. La cour et le roi tranchent en faveur de Charles de Blois. Jean de Montfort s'enfuit alors de la cour du Louvre. En réaction, par l'arrêt de Conflans, le 7 septembre 1341, Philippe VI accepte l'hommage lige de Charles de Blois. Jean de Montfort se voit confisquer ses fiefs français : le comté de Montfort-l'Amaury, la vicomté de Limoges sur laquelle d'ailleurs il n'avait aucun droit et qu'il détenait indument.

## La guerre
Cette guerre, entrecoupée de trêves, se déroule en trois périodes : de l’automne 1341 au 19 janvier 1343, puis de 1345 à 1362 et enfin de 1362 à 1364.

### Première phase (automne 1341-19 janvier 1343)

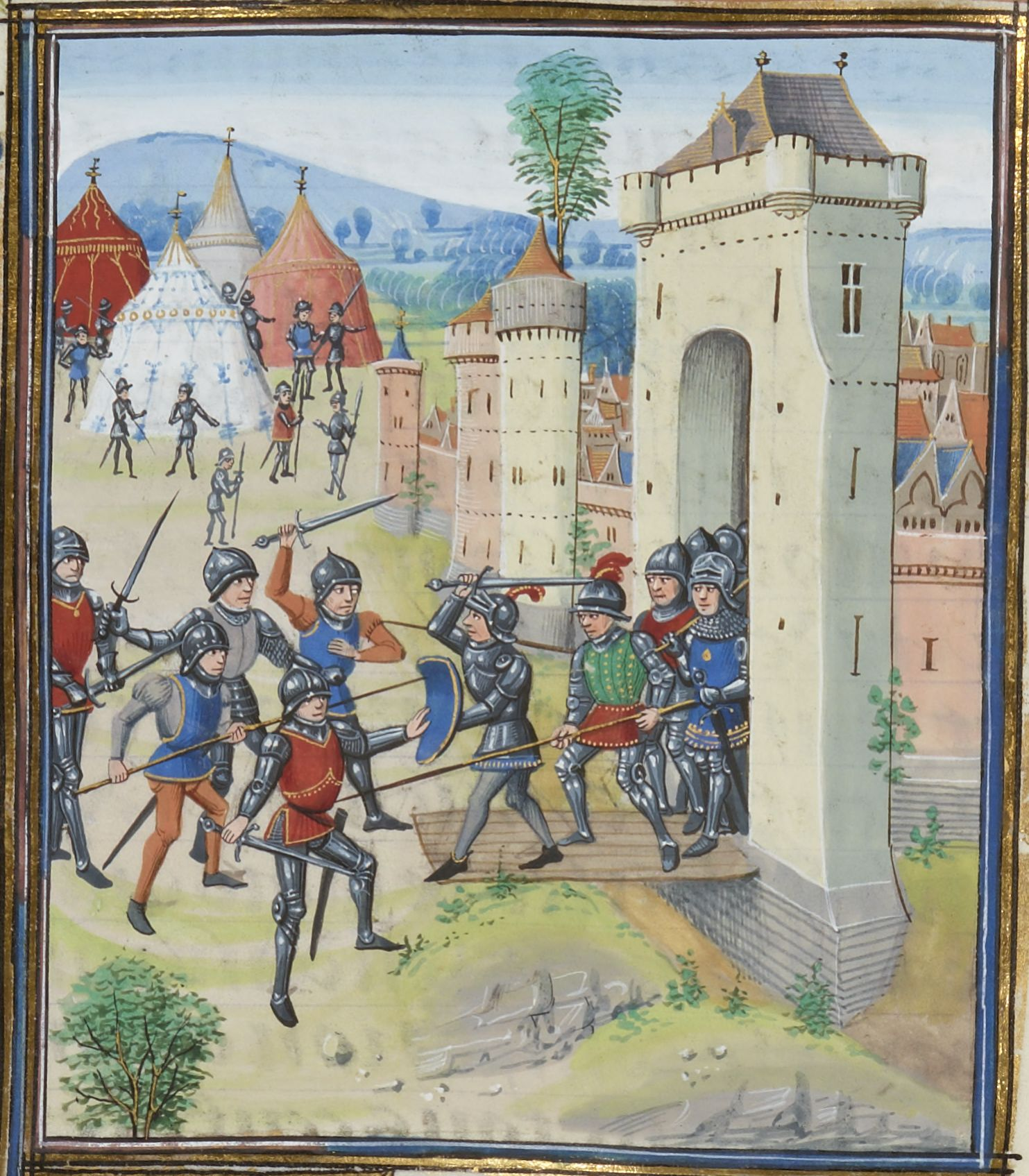
Siège de Hennebont par Charles de Blois.

Jean de Montfort, ayant pris possession de toutes les places fortes du duché au printemps 1341 et ayant donné l'hommage lige à Édouard III, il faut mettre effectivement Charles de Blois en possession du duché. Philippe VI convoque donc une armée de 7 000 hommes renforcée de mercenaires génois à Angers pour le 26 septembre 1341. Le duc de Normandie Jean le Bon est mis à la tête de l’expédition, flanqué de Miles de Noyers, du duc de Bourgogne et de Charles de Blois. L’armée quitte Angers début octobre 1341, bouscule Jean de Montfort à L’Humeau, puis assiège Nantes où il s’est réfugié. Il enlève la forteresse de Champtoceaux qui, sur la rive gauche de la Loire, verrouille l'accès de Nantes. Édouard III qui vient de prolonger la trêve d’Espléchin ne peut intervenir. La ville capitule au bout d’une semaine, début novembre 1341. Jean de Montfort se rend sur parole au fils du roi de France le 21 novembre et lui remet sa capitale. Il reçoit un sauf-conduit pour se rendre à Paris pour plaider sa cause, mais il y est arrêté et incarcéré au Louvre en décembre 1341. Privé de son chef et du soutien des grandes familles bretonnes, le parti montfortiste devait s'effondrer. Avec l'hiver, le duc de Normandie achève la campagne sans avoir annihilé les derniers obstacles. Pensant avoir réglé l'affaire en s'assurant de la personne de Jean de Montfort, il rentre à Paris. C'est compter sans Jeanne de Flandre, épouse de Jean de Montfort, qui ranime la flamme de la résistance et rallie ses partisans à Vannes. Elle se retranche à Hennebont, envoie son fils en Angleterre et conclut un traité d’alliance avec Édouard III en janvier 1342. Soucieux d'ouvrir un nouveau front susceptible d'alléger la pression française en Guyenne et de limiter le nombre de troupes qu'ils peuvent envoyer en soutien des Écossais, Édouard III se décide à répondre favorablement aux demandes d'assistance militaire de Jeanne  de Flandre. Le roi d’Angleterre n’a pas un sou pour payer une expédition : c’est donc le trésor ducal breton qui va la financer. Il ne peut envoyer en avril 1342 que 34 hommes d’armes et 200 archers. Entretemps les Français ont pris Rennes et assiègent Hennebont, Vannes et Auray qui résistent. Charles de Blois est contraint de lever le camp en juin 1342 devant l'arrivée de Wauthier de Masny et Robert d'Artois à la tête de troupes anglaises. En juillet 1342, de forts renforts français arrivent et Jeanne de Flandre doit fuir et se retrouve assiégée dans Brest. Mais le 15 août, le gros des troupes anglaises arrive enfin à Brest avec 260 bateaux et 1 350 combattants. Charles de Blois se replie vers Morlaix et s’y retrouve assiégé par Robert d’Artois qui espère ouvrir aux Anglais un deuxième port au nord de la Bretagne. Les Anglais tentent de prendre Rennes et Nantes, mais ils doivent se contenter de saccager Dinan et de mettre le siège devant Vannes. Les Français, qui les attendaient à Calais, avaient retiré leurs forces du fait des succès de Charles de Blois. Le 30 septembre les forces de ce dernier subissent de sérieuses pertes près de Lanmeur.
Une armée française aux ordres, une nouvelle fois, du duc de Normandie, est rassemblée pour faire face. Mais Jean de Montfort étant prisonnier et Jeanne de Flandre ayant sombré dans la folie, une trêve est signée à Malestroit le 19 janvier 1343. De fait les Anglais occupent et administrent les places fortes encore fidèles à Jean de Montfort. Une importante garnison anglaise va occuper Brest. Vannes sera administrée par le pape. Le conflit nullement réglé va se prolonger 22 ans et permettre aux Anglais de prendre durablement pied en Bretagne.

### Deuxième phase: lestatu quo(1345 - 1362)

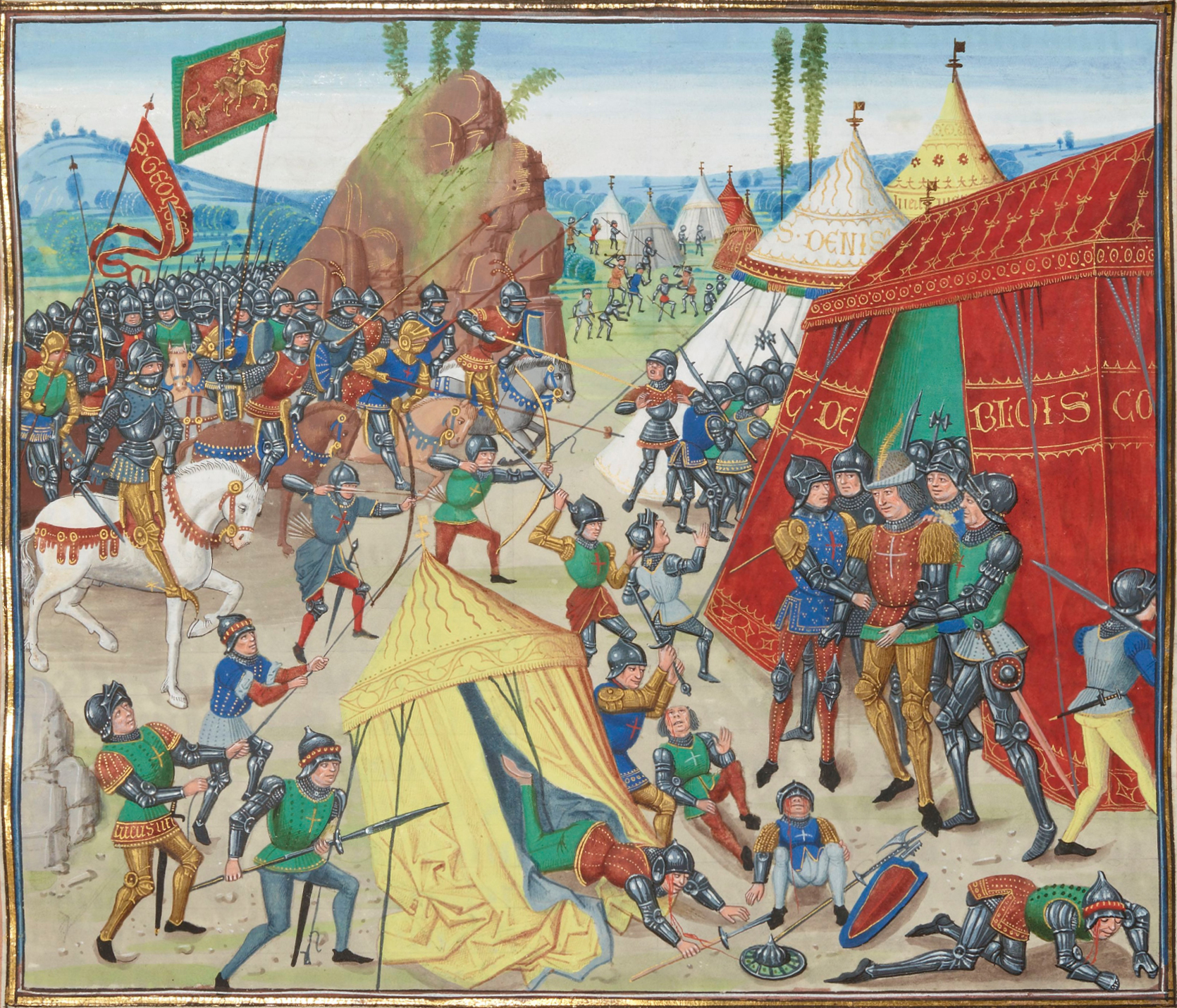
Capture de Charles de Blois.

Jean de Montfort est libéré le 1er septembre 1344. Aidé par les Anglais, il reprend le contrôle de Vannes. Charles de Blois assiège Quimper en 1344 pour isoler Jean de Montfort de ses alliés anglais. La prise de la ville est sanglante : 2 000 civils sont massacrés.
Jean de Montfort meurt le 26 septembre 1345 à Hennebont. Sa femme, Jeanne la Flamme, étant frappée de folie, son fils Jean, qui n'est pas en âge de gouverner, est placé sous la tutelle d'Édouard III. Le conflit franco-anglais se déplace vers la Normandie et le nord. Les défaites françaises à Crécy en 1346, ou Calais en 1347, la grande peste, puis la capture du roi à la bataille de Poitiers neutralisent les Français. Charles de Blois perd petit à petit du terrain sur les capitaines anglais, le souvenir de l'inutile massacre de Quimper ayant nui à sa popularité et la Bretagne ayant intérêt à être pro-anglaise pour des raisons économiques (les Anglais importent du sel) du fait de sa position stratégique entre Manche et Atlantique. Il est fait prisonnier à la bataille de La Roche-Derrien alors qu'il tente de reprendre la ville qui vient d'être livrée aux Anglais faute d'avoir été secourue à temps, échappant à une exécution sommaire que grâce à l'intervention de Tanguy du Chastel dont il avait pourtant assassiné les fils sous les murs de Brest. Il est emprisonné pendant cinq ans à la tour de Londres. Les Anglais contrôlent Brest, Quimper et Vannes.

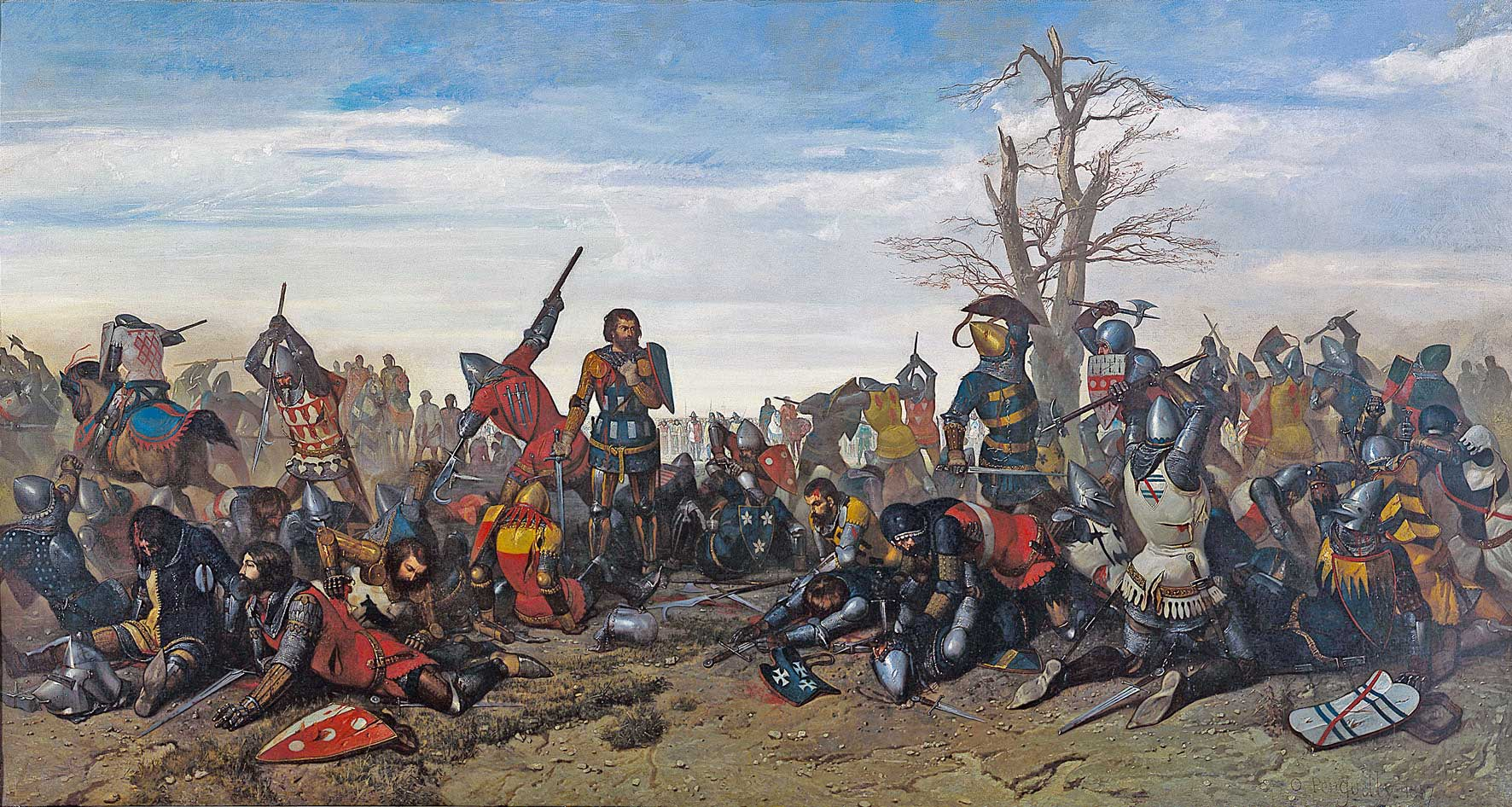
Le Combat des Trente, huile sur toile d'Octave Penguilly L'Haridon, 1857.

Sous la pression du pape Innocent VI, Anglais, Français et Bretons négocient la paix dans la guerre de Cent Ans et dans la guerre de Succession de Bretagne. Le conflit breton est en effet dans une phase de statu quo : Jean de Montfort soutenu par les Anglais est mort et son fils n'a que quatre ans ; Charles de Blois soutenu par les Français est prisonnier à Londres et négocie sa rançon. C'est au cours de cette période qu'a lieu le célèbre Combat des Trente, grand moment de la chevalerie. Il oppose trente-et-un Anglo-Bretons à trente-et-un Bretons blésistes (favorables à Charles de Blois) à mi-chemin entre Josselin et Ploërmel, le 26 mars 1351. Au soir les Anglo-Bretons montfortistes qui comptent neuf morts (contre six chez les pro-français) se rendent (fuir serait déloyal car cela retirait aux vainqueurs le gain des rançons) : les blésistes, sous les ordres de Beaumanoir, sont donc vainqueurs.
Édouard III obtient au traité de Westminster du 1er mars 1353 que contre la reconnaissance de Charles de Blois comme duc de Bretagne, ce dernier s'engage à lui verser une rançon de 300 000 écus et à ce que la Bretagne signe un traité d'alliance « perpétuelle » avec l'Angleterre, cette alliance devant être scellée par le mariage de Jean de Penthièvre (le fils de Jeanne de Penthièvre) avec sa fille Margareth. Mais les époux étant cousins, le mariage nécessite des lettres de dispense canonique que le pape n'accorderait qu'avec l'approbation du roi de France. Or Charles de la Cerda, connétable de France et comte d'Angoulême, s'était marié en mars 1352 avec Marguerite de Blois (la fille de Charles de Blois). Favori du roi de France, il a par conséquent son mot à dire dans cette négociation et fait partie des plénipotentiaires. Charles le Mauvais est en revanche soigneusement tenu à l'écart des négociations. Une paix franco-anglaise nuirait définitivement à ses intérêts car, sans la menace d'une alliance anglo-navarraise, il n'a aucune chance de faire valoir ses prétentions sur la Champagne et, a fortiori, sur la couronne de France. Or début janvier 1354, au moment où Charles de La Cerda part pour la Normandie le roi a déjà donné son accord au mariage. Charles le Mauvais décide donc de passer à l'action et fait occire promptement le connétable de France. À la suite de cet assassinat, les accords de paix capotent derechef.

### Troisième phase (1362 -29 septembre 1364)
Jean IV, le fils de Jean de Montfort, a été éduqué à la cour d'Édouard III. Il a 22 ans quand le roi d'Angleterre l'autorise à rentrer en Bretagne en 1362. Son retour est conditionné par une alliance, l'engagement à ne pas se marier sans autorisation, la remise en gage de plusieurs forteresses… De fait Jean IV n'apprécie guère son tuteur : à son arrivée en 1363, il compte s'entendre avec Charles de Blois pour obtenir la paix et le partage de la Bretagne. Mais Jeanne de Penthièvre ne l'entend pas de cette oreille et relance le conflit, rejetant Jean IV dans le camp anglais. Guy XII de Laval est aussi sollicité par Urbain V pour ramener la paix entre Jeanne de Penthièvre, duchesse de Bretagne, et Jean de Montfort. C'est un fait à relever pour préciser le rôle de Guy XII dans cette longue lutte où sans doute, suivant les instructions du pape, le sire de Laval cherche, mais inutilement, à pacifier les deux partis, le 10 décembre 1364.

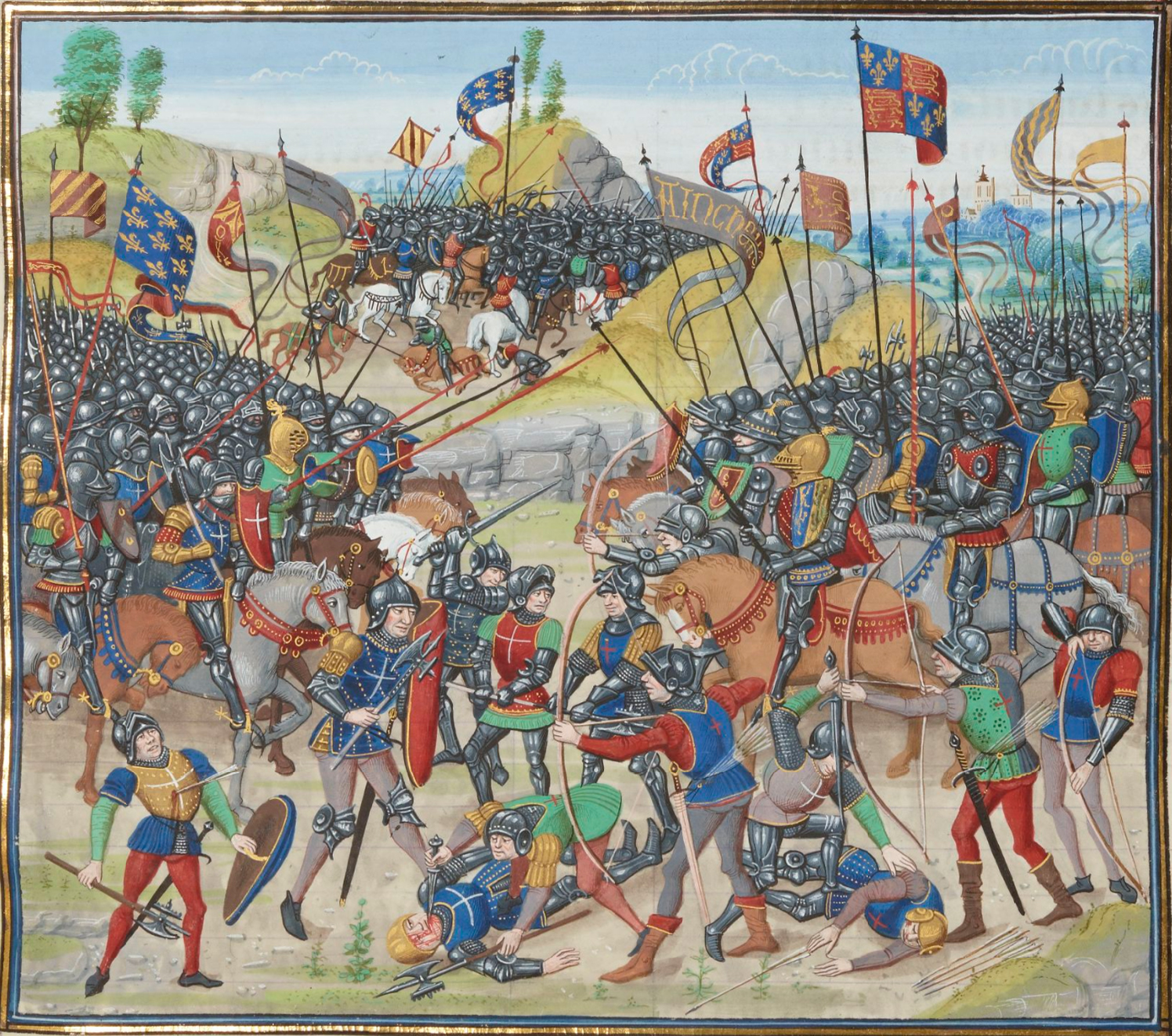
Bataille d'Auray 1364.

La guerre reprend donc en 1363 où Charles de Blois, secondé par Bertrand Du Guesclin remporte quelques succès, mais quand son stratège doit le quitter pour se rendre maître des places fortes navarraises en Normandie, son avancée s'arrête : il assiège en vain Bécherel. L'occasion est belle de négocier un accord à Évran, mais Jeanne de Penthièvre fait capoter une nouvelle fois les négociations. Jean IV peut alors s'organiser et en septembre 1364, assiège Auray avec l'Anglais John Chandos. Ils vainquent Charles de Blois et Bertrand Du Guesclin arrivés au secours des assiégés à la bataille d'Auray, le 29 septembre 1364. Cette bataille marque la fin de ce long conflit : Charles de Blois y est tué et Jeanne de Penthièvre se retrouvant veuve voit sa cause s'effondrer.

### Le premier traité de Guérande
La paix est avalisée le 12 avril 1365 par le premier traité de Guérande qui établit Jean IV comme héritier mais il n'est pas légitimé par la totalité de la population,. Il ne repousse pas totalement les prétentions des Penthièvre, puisqu'il établit ainsi la loi successorale en Bretagne : 
- le duché se transmettra de mâle en mâle dans la famille des Montfort ;
- en cas d'absence de descendance mâle, il passera aux mâles de la famille de Penthièvre.

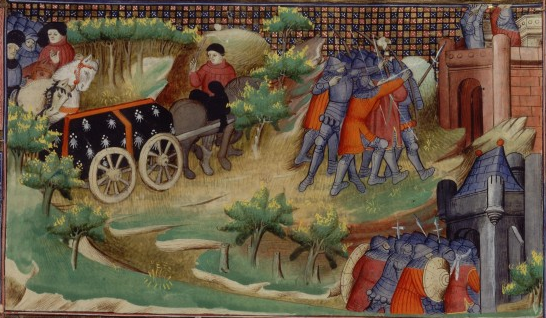
Guerre de Succession de Bretagne dans les Chroniques de Jean Froissart.

En effet, Jeanne de Penthièvre demeure et par l'intermédiaire des accords de l'arrêt de Conflans :
- elle garde l'apanage des Penthièvre, ainsi que sa vicomté de Limoges ;
- reçoit 10 000 livres de rente annuelle prélevée sur les territoires français de l'ennemi.

Charles V ne s'oppose pas à l'élévation du comte de Montfort, dans la crainte qu'il ne fasse hommage de la Bretagne à Édouard, son protecteur et beau-père. De plus, la France est clairement appauvrie dans un contexte de guerre de Cent Ans qui l'oppose à l'Angleterre. Il le reconnaît donc pour duc, reçoit ses serments, sans être dupe ; mais il gagne par cette politique l'amitié de la noblesse bretonne, et Olivier de Clisson passe à son service. En fait, il officialise très habilement deux points :
- en recevant son hommage en décembre 1366 (qui n'est qu'un hommage simple et non un hommage lige) il fait reconnaitre la souveraineté de la France sur la Bretagne, même si dans les faits le duché est très autonome ;
- il consolide l'introduction de la masculinité dans le droit successoral, délégitimant ainsi les prétentions d'Édouard III à la couronne de France[23].

## Les suites du conflit

### Conflit avecCharlesV
Si le traité de Guérande clôt le problème de la succession, il ne règle pas le contentieux franco-breton. La noblesse bretonne tend à la neutralité après le long conflit qui a déchiré le duché. Mais, Jean IV, a des accords à respecter et s'il épouse une sœur puis une belle-fille du Prince Noir, il temporise pour accepter le traité d'alliance qui était prévu dès 1362 avec  le roi d'Angleterre. Charles V mène une reconquête patiente de tout le territoire français. En 1369, dès le début de la reconquête, des renforts anglais (400 hommes d'armes et 400 archers) conduits par les comtes de Pembroke et de Cambridge débarquent à Saint-Malo et rejoignent le Poitou et la Guyenne après avoir recruté quelques compagnies. L'alliance finit par être ratifiée à la réprobation de la noblesse bretonne alors que 300 archers et 300 hommes d'armes anglais ont débarqué à Saint-Mathieu de Fine-Terre en 1372,. Aussitôt une troupe française commandée par deux seigneurs bretons (Bertrand du Guesclin et Olivier de Clisson) entre dans le duché, provoquant le rembarquement précipité des Anglais.
En mars 1373, c'est une véritable armée qui débarque à Saint-Malo : 2 000 hommes d'armes et 2 000 archers sous les ordres du comte de Salisbury. Pour une telle opération l'accord du duc est indispensable. C'est un casus belli et Charles V donne l'ordre d'attaquer. Son armée entre en Bretagne avec l'appui d'une bonne partie de la noblesse qui s'enrôle massivement sous la bannière de Bertrand du Guesclin. Le Connétable de France, avec 14 000 hommes, marche droit sur Rennes, Fougères, Dinan, Saint-Brieuc, Morlaix, Quimper, Vannes, Josselin… En deux mois la quasi-totalité du duché est occupée : à la Saint-Jean, les Anglais balayés ne tiennent plus que Brest, Auray, Bécherel et la forteresse de Derval. En disgrâce, Jean IV se voit interdire l'accès de ses châteaux par ses propres sujets. Il quitte la Bretagne dès le 28 avril. Il revient en France avec le duc de Lancastre pour une chevauchée partie de Calais qui, confrontée à la tactique de la terre déserte, se termine en fiasco. Le duché de Bretagne est confié à Louis d'Anjou.
En 1375, Jean IV débarque à Saint-Mathieu de Fine-Terre avec 6 000 hommes sous le commandement du comte de Cambridge. Le succès est rapide mais éphémère : à peine la trêve de Bruges signée entre Français et Anglais que les troupes anglaises quittent la Bretagne et que les places bretonnes retournent à la France. Jean IV doit retourner en Angleterre.
Il revient définitivement en 1378. Les Anglais repoussés par la reconquête menée à bien par Charles V ne contrôlent plus que quelques ports tels Calais, Bordeaux, Bayonne. En revanche, ils gardent le contrôle de plusieurs places fortes en Bretagne et en particulier Brest et d'où ils mènent des attaques répétées sur Saint-Malo. La prise d'un nouveau port est inacceptable pour Charles V. Aussi le roi décide de confisquer le duché par un jugement rendu par la cour des pairs le 18 décembre 1378. Louis Ier d'Anjou est nommé lieutenant du roi en Bretagne. Cette confiscation, qui écarte définitivement la branche des Penthièvre de la succession au trône ducal, s'avère une grave erreur politique pour le roi. En avril 1379, la noblesse bretonne, autrefois divisée entre Montfort et Penthièvre, se constitue en ligues patriotiques à travers toute la Bretagne. Les grands nobles bretons, autrefois aux côtés du roi, rejoignent le parti du duc exilé. Des envoyés bretons partent en Angleterre, pour discuter avec Jean IV et probablement son neveu Jean de Bretagne, toujours emprisonné. Jeanne de Penthièvre elle-même se range du côté de Jean de Montfort. Ils constituent une ligue qui met sur pied un gouvernement provisoire et rappelle Jean IV. Le gouvernement est formé de 4 maréchaux et de 4 responsables des affaires civiles dont la mission prioritaire est de lever des fonds (via une taxe de 1 franc par foyer) pour organiser une armée destinée à défendre le duché. Jean IV débarque le 3 août 1379 dans l'estuaire de la Rance, sur les rives de Saint-Servant ou de Dinard, (Saint-Malo étant aux mains des Français), accueilli par une foule enthousiaste,. Charles V ne peut que constater la volonté d'indépendance du duché vis-à-vis du roi de France et sait que sans l'approbation de la population, une conquête militaire n'aurait aucun résultat à long terme. Il préfère donc négocier. Il meurt avant la fin des tractations et ce sont ses frères qui signent le deuxième traité de Guérande qui reconnaît Jean IV comme duc de Bretagne, contre l’hommage prêté au roi de France, le versement d’une indemnité de 200 000 livres et le renvoi des conseillers anglais, stabilisant les relations franco-bretonnes.

### Résolution du conflit
Ayant bien perçu que le duché souhaite la neutralité dans la guerre de Cent Ans, Jean IV s'attache à développer un état moderne et fait prospérer la principauté. Il a de meilleurs rapports avec Charles VI et le régent Philippe le Hardi, et gouverne son duché en paix, mais doit faire face à la rébellion d'Olivier de Clisson. Il parvient à racheter la place de Brest aux Anglais en 1397.